# Хосе Карлос Рамірес
Хосе Карлос Рамірес (англ. Jose Carlos Ramirez, нар. 12 серпня 1992) — американський боксер-професіонал, що виступає у першій напівсередній вазі. Учасник Олімпійських ігор 2012. Чемпіон світу за версією WBC (2018—2021) і за версією WBO (2019—2021) у першій напівсередній вазі.
Рамірес має мексиканське походження. Його батьки із штату Мічоакан. Зараз проживають у Авеналі, Каліфорнія, де Хосе прожив усе життя.

## Аматорська кар'єра
Рамірес тричі (2010, 2011, 2012) виграв чемпіонат США серед аматорів у легкій вазі. Він був чемпіоном молодіжного турніру Золоті рукавички, двічі чемпіоном молодіжних національних Олімпійських ігор і двічі переможцем змагань Ringside World Champion.
На чемпіонаті світу 2011 року в Баку в 1/32 фіналу Рамірес переміг Владіміра Саруханяна з Вірменії (22-12), а в 1/16 фіналу програв Василю Ломаченко (9-16).
Хосе здобув право представляти Сполучені Штати на Олімпійських іграх 2012, перемігши олімпійця 2008 Рейнела Вільямса (21-16) у фіналі відбіркових Олімпійських ігор США з боксу.

### Олімпійські ігри 2012
• У першому раунді змагань переміг Рашида Аззедіна (Франція) — 21-20
• У другому раунді змагань програв Фазліддіну Гаїбназарову (Узбекистан) — 11-15

## Професіональна кар'єра
Рамірес став професіоналом у 2012 році, підписавши контракт із Top Rank Promotions. Перший бій провів 8 грудня 2012 року. На першому етапі профікар'єри бив всяких-різних маловідомих супротивників, але, ще не маючи ні гучних перемог, ні титулів, став улюбленцем публіки, очолюючи локальні боксерські шоу. Так, бій Хосе Рамірес - Джонні Гарсія 5 грудня 2015 року за вакантний титул континентальної Америки за версією WBC, в якому Рамірес переміг, зібрав більше 13 тисяч глядачів.
Серйозним випробовуванням можливостей Хосе став бій 11 листопада 2017 року проти непереможного співвітчизника Майка Ріда (23-0, 12КО). Хосе нокаутував Майка вже у 2 раунді. Бій Рамірес - Рід очолював вечір бокса, а в андеркарді перед ними билися за титул чемпіона IBF в напівважкій вазі Артур Бетербієв — Енріко Келлінг.

### Рамірес проти Імама
17 березня 2018 року у Нью-Йорку на Медісон-сквер-гарден відбувся бій за вакантний титул чемпіона WBC у першій напівсередній вазі Хосе Рамірес — Амір Імам. Поєдинок за участю Раміреса знов очолював шоу, а в андеркарді того вечора билися за тимчасовий титул WBC у напівважкій вазі українець Олександр Гвоздик і француз Мехді Амар.
Бій тривав увесь відведений час. Після 12 раундів судді віддали перемогу Раміресу — 120-108, 117-111 і 115-113.
Шоу за участю Раміреса, Імама, Гвоздика і Амара зібрало рекордно низький телерейтинг.

### Рамірес проти Ороско
Після здобуття титулу чемпіона WBC Раміресом Світова боксерська рада ухвалила рішення провести негайно поєдинок між ним і "тимчасовим" чемпіоном WBC Реджисом Прогрейсом, але обидві сторони не виявили зацікавленості в такому поєдинку.
Суперником Раміреса в липні 2018 року мав стати американо-ірландський претендент Денні О'Коннор, але напередодні процедури офіційного зважування він був госпіталізований від сильного зневоднення: ніяк не міг вкластися в ліміт ваги.
Дебютний захист титулу чемпіона Рамірес провів 14 вересня 2018 року проти непереможного мексиканця Антоніо Ороско (27-0, 17КО). Бій закінчився одноголосною перемогою Раміреса. По ходу бою Ороско двічі побував у нокдауні. Перед цим боєм Рамірес змінив тренера — замість Фредді Роуча його готував Роберто Гарсія.

### Рамірес проти Сепеди
10 лютого 2019 року відбувся бій Хосе Рамірес — Хосе Сепеда. 
Цей поєдинок був цікавий тим, що претендента тренував Фредді Роуч, від послуг якого недавно відмовився Рамірес. І Сепеда під керівництвом Роуча чудово підготувався до бою — використовував джеб, добре зміщувався і контролював дистанцію. Але другу половину бою явно виграв Рамірес, що і засвідчили суддівські картки — 114-114, 115-113 і 116-112.

### Рамірес проти Гукера
27 липня 2019 року в Арлінгтоні (Техас) відбувся об'єднавчий поєдинок між чемпіоном WBC Хосе Раміресом і чемпіоном WBO Морісом Гукером. Хосе потряс суперника вже у першому раунді. Потім Моріс послизнувся, а рефері почав відлік нокдауна. 2 раунд впевнено забрав Рамірес. У 3 і 4 раундах боксери влаштували рубку, а у 5 ініціативою знов заволодів Рамірес. У 6 раунді Гукер пропустив лівий хук, Хосе кинувся добивати і рефері зупинив бій. Рамірес об'єднав титули WBC і WBO у першій напівсередній вазі.

### Рамірес проти Постола
Після здобуття другого чемпіонського поясу Рамірес був зобов'язаний провести захист титулів проти обов'язкового претендента або за версією WBC, або за версією WBO. Всесвітня боксерська рада зобов'язала чемпіона почати перемовини з Віктором Постолом, обов'язковим претендентом на титул чемпіона світу WBC. Суперники досягли угоди про проведення бою 30 листопада 2019 року в Лос-Анжелесі, але він не відбувся через травму Раміреса. Новою датою бою стало  1 лютого 2020 року. Місцем проведення був обраний Китай, арена Хайкоу, острів Хайнань. Однак через коронавірус, що спалахнув у Китаї, поєдинок був скасований. Промоутерська організація Top Rank оголосила, що перенесений поєдинок Хосе Раміреса і Віктора Постола відбудеться 9 травня у Фресно, Каліфорнія. Однак у зв'язку з пандемією коронавірусу бій Раміреса з Постолом був перенесений вдруге. Після трьох місяців вимушеного змагального простою поєдинок пройшов в конференц-центрі MGM Grand Ballroom у Лас-Вегасі 29 серпня 2020 року. Бій, що пройшов без глядачів та представників ЗМІ з перемінним успіхом суперників, транслювався телеканалом ESPN і завершився перемогою чемпіона рішенням більшості — 114-114, 115-113 і 116-112.
За бій проти Постола Рамірес заробив 850 000 $, що стало найбільшим заробітком в його кар'єрі.

### Рамірес проти Тейлора
22 травня 2021 року відбувся об'єднавчий бій між непереможними чемпіоном світу за версіями WBC і WBO Хосе Раміресом (26-0, 17КО) і чемпіоном світу за версіями IBF і WBA Super британцем Джошем Тейлором (17-0, 13КО). Видовищний бій був складним для обох суперників. Початок був рівним, бійці обмінювалися ударами. У шостому раунді в атаці Раміреса Тейлор провів контрудар, і Хосе вперше у кар'єрі опинився в нокдауні. У сьомому раунді після аперкоту шотландця американець опинився в другому нокдауні. Рамірес до кінця поєдинку намагався змінити хід бою, але Тейлор добре захищався і контратакував.
У підсумку, Джош Тейлор здобув перемогу одностайним рішенням суддів і став шостим боксером, якому вдалося об'єднати усі 4 найпрестижніші пояси одного дивізіону.

### Рамірес проти Коммі
Після того як 26 листопада 2022 року Реджис Прогрейс (США) завоював вакантний титул чемпіона WBC у першій напівсередній вазі, Хосе Рамірес мав першочергове право на бій з новим чемпіоном, але відмовився через запропонований розподіл гонорарів і 25 березня 2023 року провів бій проти ексчемпіона світу в легкій вазі Річарда Коммі (Гана). З першого раунду американець тис на суперника, надіславши у п'ятому раунді в нокдаун, а у одинадцятому після точного удару по корпусу змусивши ганця відмовитися від продовження бою.

### Рамірес проти Бартелемі
27 квітня 2024 року переміг кубинця Рансеса Бартелемі. Цей поєдинок став його першим боєм, який проводила компанія Golden Boy Promotions.

## Таблиця боїв
| 29 Перемог (18 нокаутом, 11 за рішенням суддів), 3 Поразки (0 нокаутом, 3 за рішенням суддів) |        |                  |        |            |                   |                                            | |
| Результат                                                                                     | Рекорд | Суперник         | Спосіб | Раунд, час | Дата              | Місце проведення                           | Примітки |
| Поразка                                                                                       | 29-3   | Девін Хейні      | UD     | 12         | 2 травня 2025     | Таймс-Сквер, Нью-Йорк                      | |
| Поразка                                                                                       | 29-2   | Арнольд Барбоза  | UD     | 10         | 16 листопада 2024 | The Venue Riyadh, Ер-Ріяд                  | |
| Перемога                                                                                      | 29-1   | Рансес Бартелемі | UD     | 12         | 27 квітня 2024    | Save Mart Arena, Фресно, Каліфорнія        | |
| Перемога                                                                                      | 28-1   | Річард Коммі     | KO     | 11 (12)    | 25 березня 2023   | Save Mart Arena, Фресно, Каліфорнія        | |
| Перемога                                                                                      | 27-1   | Хосе Педраса     | UD     | 12         | 4 березня 2022    | Save Mart Arena, Фресно, Каліфорнія        | Завоював вакантний титул WBO International у першій напівсередній вазі. |
| Поразка                                                                                       | 26-1   | Джош Тейлор      | UD     | 12         | 22 травня 2021    | Virgin Hotels Las Vegas, Лас-Вегас, Невада | Втратив титули чемпіона світу за версіями WBC (5-й захист Раміреса) та WBO (2-й захист Раміреса) у першій напівсередній вазі. Бій за титули чемпіона світу за версією IBF (3-й захист Тейлора) і WBA Super (2-й захист Тейлора) у першій напівсередній вазі. |
| Перемога                                                                                      | 26-0   | Віктор Постол    | MD     | 12         | 29 серпня 2020    | The Bubble, MGM Grand, Лас-Вегас, Невада   | Захистив титули чемпіона світу за версіями WBC (4-й захист), та WBO (1-й захист) у першій напівсередній вазі. |
| Перемога                                                                                      | 25-0   | Моріс Гукер      | TKO    | 5 (12)     | 27 липня 2019     | College Park Center, Арлінгтон, Техас      | Виграв титул чемпіона світу за версією WBO у першій напівсередній вазі, захистив титул чемпіона світу за версією WBC (3-й захист) у першій напівсередній вазі.                                                                                               |
| Перемога                                                                                      | 24-0   | Хосе Сепеда      | MD     | 12         | 10 лютого 2019    | Save Mart Arena, Фресно                    | Захистив титул чемпіона світу за версією WBC (2-й захист) у першій напівсередній вазі. |
| Перемога                                                                                      | 23-0   | Антоніо Ороско   | UD     | 12         | 14 вересня 2018   | Save Mart Arena, Фресно                    | Захистив титул чемпіона світу за версією WBC у першій напівсередній вазі. |
| Перемога                                                                                      | 22-0   | Амір Імам        | UD     | 12         | 17 березня 2018   | Медісон-сквер-гарден, Нью-Йорк             | Завоював вакантний титул чемпіона світу за версією WBC у першій напівсередній вазі. |
| Перемога                                                                                      | 21-0   | Майк Рід         | KO     | 2 (10)     | 11 листопада 2017 | Save Mart Arena, Фресно, Каліфорнія        | Завоював титул WBC Continental Americas у першій напівсередній вазі. |